# Robe à la française

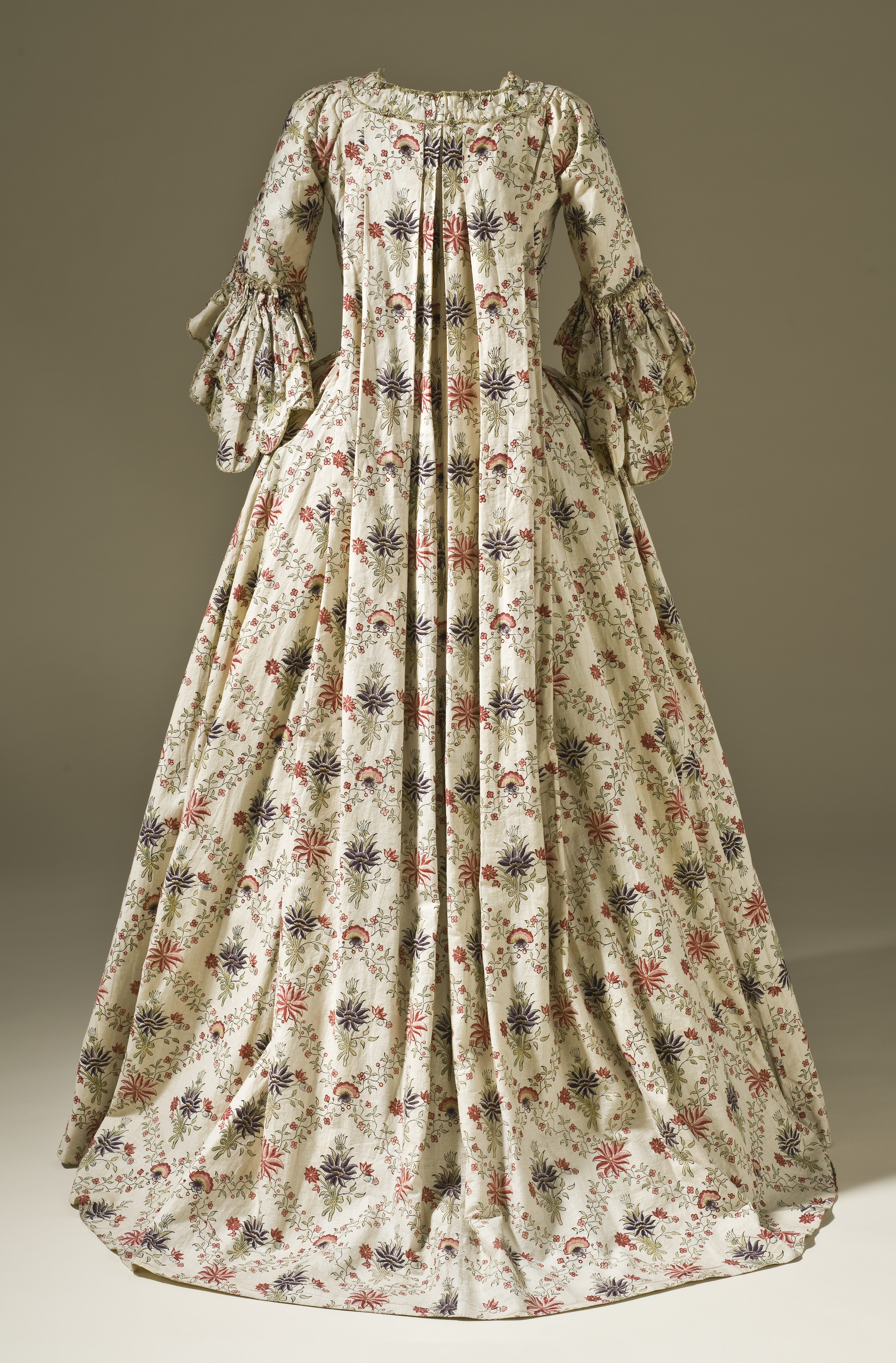
Robe à la française, gezien vanaf de achterzijde. Frankrijk, katoenen blokdruk, circa 1770. Los Angeles County Museum of Art (LACMA) M.2007.211.718

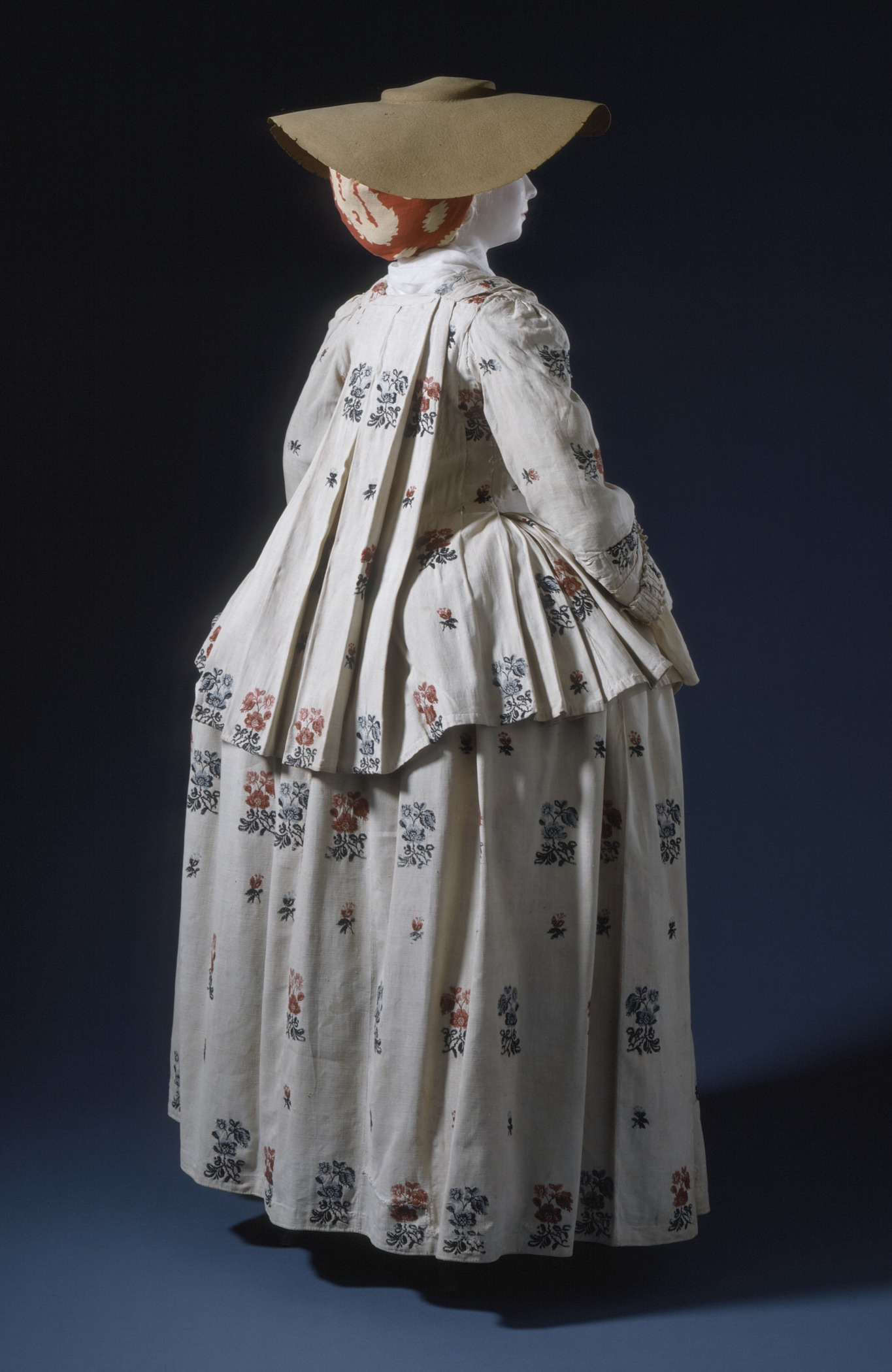
Geweven linnen pet-en-l'air met sack back, gedragen met een bijpassende onderrok. Frankrijk of Engeland, circa 1770. LACMA M.67.8.74

De robe à la française was een vrouwenkledingstuk dat in de 18e eeuw erg in de mode was bij de aristocratie en de gegoede burgerij. Aan het begin van de eeuw was het een zeer informeel soort japon. Op zijn informeelst viel deze zowel aan de voor- als achterkant wijd en werd een sacque, contouche of robe battante genoemd. De stof aan de achterkant had dubbele plooien die vanaf de schouder los naar beneden vielen met een kleine sleep.  Aan de voorzijde was de japon open en liet daar een decoratief voorpand en onderrok zien. De jurk werd gedragen met een wijde vierkante hoepel of baleinen onder de onderrok.  De halflange mouwen waren vaak afgezet met geschulpte ruches en hadden aparte volants die engageantes genoemd werden.
De casaquin (sinds de jaren 1740 bekend als pet-en-l'air) was een kortere versie van de robe à la française, die gedragen werd als informeel jasje met een bijpassende of contrasterende onderrok. De rok van de casaquin was knielang maar werd geleidelijk korter tot hij rond 1780 op een peplos leek.
De losse dubbele plooien die bij deze stijl horen worden soms Watteauplooien genoemd, naar de afbeelding op de schilderijen van Antoine Watteau.

## Bekende draagsters
Op basis van de correspondentie van Elisabeth Charlotte van Orléans, gravin van Orléans, gaat het verhaal dat het eerste type robe à la française, de robe battante, in de jaren 1670 door de minnares van Lodewijk XIV werd bedacht om haar buitenechtelijke zwangerschappen te verbloemen. Mensen in haar omgeving zeiden echter: "Madame de Montespan heeft haar robe battante aan, ze zal dus wel zwanger zijn." Een vergelijkbaar verhaal wordt verteld over Marie Louise Elisabeth van Orléans, hertogin van Berry, die er tijdens de Régence van 1715-1723 om bekend stond dat zij dit type kleding droeg.